# Plattekill (Nowy Jork)
Plattekill – miasto w Stanach Zjednoczonych, w stanie Nowy Jork, w hrabstwie Ulster.